# タイムシート

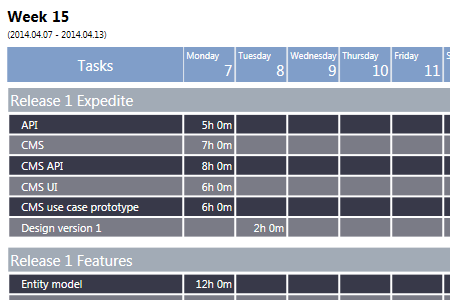
現代のタイムシート

タイムシート（英: timesheet, time sheet）は、労働者が各勤務に費やした時間を記録するための方法である。
かつては紙の表に手書きで記入していたが、現在は電子文書または表計算ソフトのスプレッドシートなどを用いて電子化している場合が多い。
タイムレコーダーでスタンプされたタイムカードも、タイムシートとして使用したり、タイムシートに記入するためのデータを提供したりできる。これらも現在は多くの場合デジタル化されている。

## 概要
タイムシートは元々雇い主が給与を計算するために開発されたものであるため、管理会計にも使用できる。
タスクの開始時間と終了時間を記載するものと、期間のみを記載するものがある。また、プロジェクトまたはプログラム全体で達成されたタスクの詳細な内容を記載することも可能である。タイムシートに記入された情報は、給与計算、クライアントへの請求、およびプロジェクトのコスト計算、見積もり、追跡、管理に使用されることもある。
一部の企業は、給与計算、請求書作成、およびプロジェクトマネジメントの時間を追跡することができる、Webベースのタイムシートソフトウェアまたはサービスを提供している。プロジェクトマネジメントにおけるタイムシートの主な用途は、計画コストと実際のコストとを比較すること、および従業員のパフォーマンスを測定することで問題のあるタスクを特定することである。これにより、不採算の事業の中止や再割り当てを行うことができ、企業戦略を推進することができる。

## タイムカード

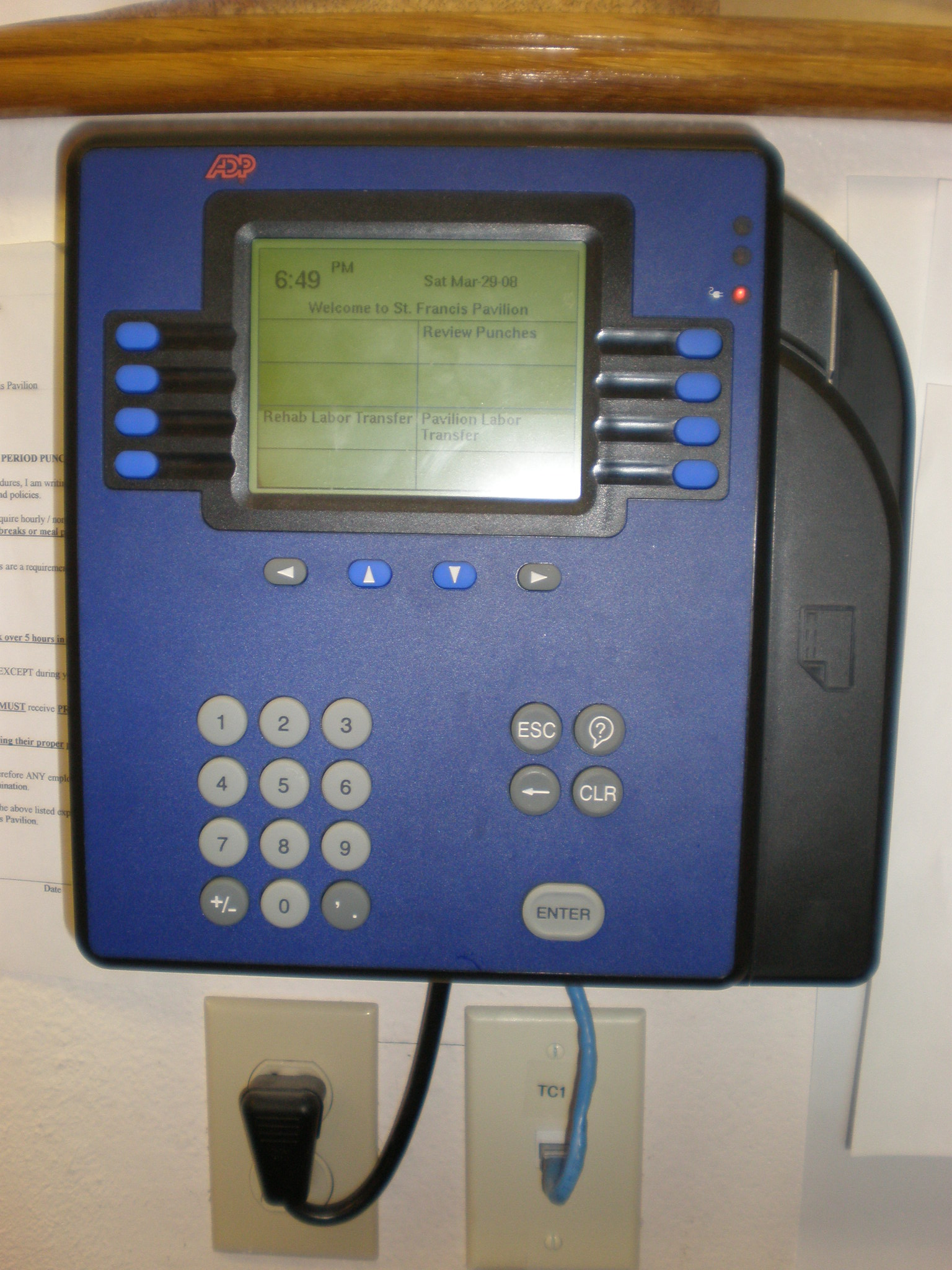
ADPモデル4500タイムカードリーダー

工場労働者は、多くの場合タイムカード（パンチカードとも呼ばれる）を所持しており、勤務開始時と終了時に自動タイムスタンプ機に自分のカードを挿入して時間を打刻することが多いが、近年は磁気ストライプカードなどを用いた電子化されたシステムも普及している。

## 利点
タイムシートを利用して、給与処理の効率化、コストの可視化、請求書作成の自動化を行うことで、コストを削減することができる。
請求書の作成を自動化することで、企業は社員が働いたすべての時間についての正確な請求書を簡単に作成することができる。これにより、支払いが迅速化し、請求書を送付する煩わしさもなくなる。
プロジェクトマネジメントでは、タイムシートを使用して、タスクの開発にかかる労力を知ることも出来る。機械学習によって見つけ出したタイムシート内のパターンの情報を利用して、将来のより正確なプロジェクト計画を提案することが可能である。たとえば、あるトレーニング計画の作成にこれまで1か月かかっていた場合、新しい計画の作成にも1か月かかると想定できます。また、ほとんどのタイムシートソフトウェアには、リソースコストとプロジェクト費用を追跡することで、将来の予算編成を改善することができる機能がある。
人事部門については、被雇用者が活動に費やした時間を一定期間にわたって分析し、大まかに分類した結果に基づいて、各被雇用者の役割を再調整することができる。 